# Новоселовське сільське поселення (Колпашевський район)
Новосе́ловське сільське поселення (рос. Новосёловское сельское поселение) — сільське поселення у складі Колпашевського району Томської області Росії.
Адміністративний центр — село Новоселово.
Населення сільського поселення становить 1767 осіб (2019; 2158 у 2010, 2741 у 2002).
2017 року до складу сільського поселення була включена територія ліквідованого Дальненського сільського поселення (селища Дальнє, Куржино).

## Склад
До складу сільського поселення входять:
| Населений пункт      | Населення, осіб (2002) | Населення, осіб (2010) |
| -------------------- | ---------------------- | ---------------------- |
| Білояровка, присілок | 314                    | 207                    |
| Дальнє, селище       | 326                    | 215                    |
| Куржино, селище      | 247                    | 168                    |
| Маракса, присілок    | 588                    | 545                    |
| Мохово, присілок     | 85                     | 65                     |
| Новоселово, село     | 942                    | 790                    |
| Павлов Мис, селище   | 51                     | 47                     |
| Родіоновка, присілок | 5                      | 6                      |
| Тіпсіно, присілок    | 19                     | 16                     |
| Усть-Річка, присілок | 3                      | 1                      |
| Юдино, присілок      | 161                    | 98                     |